# 王忠诚
王忠诚（1925年12月20日—2012年9月30日），男，山东烟台人，中国神经外科专家，中国神经外科事业的创始人之一。曾任北京市神经外科研究所所长、北京天坛医院名誉院长、中国医学科学院神经科学研究所所长。2009年1月9日获2008年度国家最高科学技术奖。

## 生平
1925年12月出生于山东省烟台市一个贫困的家庭。在烟台一中毕业后，考入了当年北平著名的教会学校汇文中学。高中时曾因家中生活困难，中断一年，最终以全优成绩毕业，并同时考上了几所名牌大学。但他选择了当年不收学费的北平医学院医学系就读。
1950年毕业于北京大学医学院，毕业后王忠诚被分配在天津总医院外科任住院医生。1951年他作为一组组长参加中朝边境医疗队，抢救志愿军，但對腦傷束手無策。从那时起，他立志学习神经外科。
1952年，正好中央卫生部在天津筹建神经外科，王忠诚从师赵以成教授（当时天津总医院神经科主任，曾在加拿大蒙特利尔神经科研究所潘非尔教授手下学习神经外科），开始了他从事神经外科临床研究的旅程。1958年王忠诚被调往北京同仁医院。
1960年王忠诚又在北京宣武医院组建了北京市神经外科研究所。1965年第一次做了功能神经外科治疗帕金森氏综合征的手术，取得良好疗效。1966年以后王忠诚不顾“文化大革命”对他精神上造成的创伤，开始了显微神经外科手术和脑血管病的研究。
70年代，王忠诚又成功地在国内第一次利用显微外科手术的新方法完全切除垂体腺瘤，而保留正常垂体功能，1977年第一例“枕下动脉—小脑后下动脉吻合术”治疗缺血性脑血管病成功，为中国应用显微外科治疗脑血管病进一步奠定了基础。他的临床研究获得了全国科学大会奖，卫生部科技进步甲级奖，北京市科技进步一等奖等。
80年代，为了满足神经外科发展和提高的需要，在北京市政府的大力支持帮助下，王忠诚又领导建立了更大规模的以神经外科为中心的综合性医院——天坛医院，仅神外床位数就有300余张。北京市神经外科研究所也从最初的30人发展到200人，并有14个研究科室及具有世界先进水平的大型医疗诊疗设施，如：CT、MR、DSA、SPECT等。1983年至1985年，在王忠诚教授的领导和组织下进行了全国六城市及21个省市自治区农村和少数民族地区的神经系统疾病的流行病学调查，调查人群达30余万，荣获卫生部科技二等奖。
1994年当选为中国工程院院士。
2011年1月26日，中共中央政治局常委、中央书记处书记、国家副主席习近平分别来到中国工程院院士王忠诚，中国科学院院士孙家栋、李振声家中，代表胡锦涛总书记和党中央看望这三位为新中国科技事业作出突出贡献的著名科学家，向他们致以诚挚的问候和新春的祝福。
2012年9月30日，北京天壇醫院宣佈王忠誠於當天16時08分在北京醫院因病逝世，享年87歲。